# 내 남자친구의 죽은 여자친구를 퇴치하는 법
《내 남자친구의 죽은 여자친구를 퇴치하는 법》(영어: Over Her Dead Body)은 미국에서 제작된 제프 로웰 감독의 2008년 로맨틱 코미디 영화이다. 에바 롱고리아, 폴 러드, 레이크 벨 등이 출연하였고, 피터 새프런 등이 제작에 참여하였다.

## 줄거리
결혼식날 약혼자 케이트가 사고로 사망한 뒤 수의사 헨리는 깊은 우울에 빠진다. 헨리의 여동생 클로이는 헨리가 마음 정리를 하고 앞으로 나아가길 바라는 마음에서 영매 애슐리를 고용한다. 클로이는 애슐리가 케이트와 연결된 척 할 수 있도록 몰래 애슐리에게 케이트의 일기장을 건넨다. 헨리와 애슐리는 곧 사랑에 빠지고, 이를 지켜보던 케이트의 영혼은 애슐리가 속임수를 썼다고 여겨 분노한다. 케이트의 영혼은 두 사람을 갈라놓기 위해 애슐리를 괴롭히기 시작한다. 

## 출연
- 에바 롱고리아 - 케이트 역
- 폴 러드 - 헨리 역
- 레이크 벨 - 애슐리 역
- 린지 슬론 - 클로이 역
- 스티븐 루트 - 얼음 조각가 역
- 컬리 로샤 - 천사 역
- W. 모건 셰퍼드 - 마크스 신부 역
- 샘 팬케이크 - 빌 역
- 제이슨 비그스 - 댄 역
- 웬디 매클렌던커비
- 앨리 힐리스
- 미샤 콜린스
- 데버라 시커
- 헤더 메이저
- 퍼트리샤 벨처

## 기타 제작진
- 총괄 제작: 스콧 니어마이어, 놈 웨이트
- 공동 제작: 크리샌 버지스
- 배역: 이디 벌래스코
- 미술: 코리 로렌즌
- 세트: 태라 스티븐슨
- 의상: 트레이시 타이넌